# 娜迪亚·科尔布
娜迪亚·列昂尼迪夫娜·科尔布（烏克蘭語：Надія Леонідівна Колб，羅馬化：Nadiia Leonidivna Kolb，1993年1月19日—），乌克兰女子网球运动员，主攻双打。
截至2024年赛季结束，科尔布在ITF女子世界网球巡回赛上有10个双打冠军，全部是和她的妹妹马林娜·科尔布搭档获得。
科尔布出生在乌克兰克里米亚的叶夫帕托里亚，她首次参加WTA巡回赛是在2024年香港网球公开赛，科尔布姐妹组合击败了日本组合伊藤葵和冈村恭香获得巡回赛首胜。在1/4决赛中不敌乌尔里克·艾克里和二宫真琴组合。